# Strand (isola)

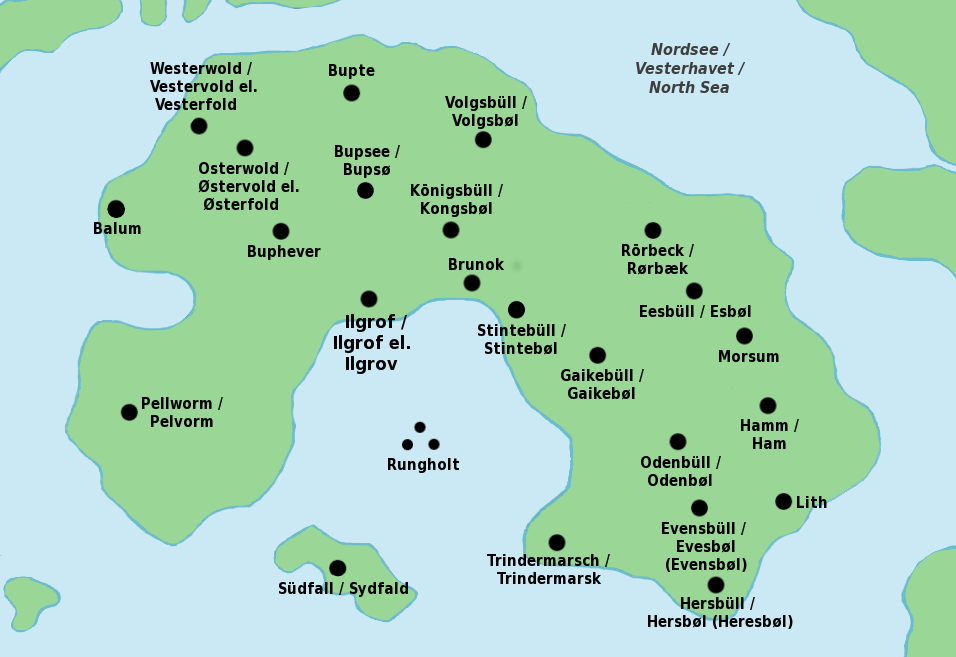
Mappa di Strand con toponimi delle località in tedesco e danese

Strand è stata un'isola situata sulla costa occidentale della Frisia settentrionale nello Schleswig, feudo della corona danese. L'area ora fa parte dello Schleswig-Holstein nel nord della Germania.
La linea di costa che va dai Paesi Bassi alla Danimarca, ha subito nel corso dei secoli notevoli modifiche a causa di diverse tempeste. In particolare l'inondazione di San Marcello, denominata anche ''Grote Mandrenke'', avvenuta il 16 gennaio 1362 fu particolarmente devastante per l'isola. Molti villaggi e città andarono perduti per sempre, compresa la leggendaria città di Rungholt, la cui localizzazione risulta tuttora incerta.
Tra l'11 e il 12 ottobre 1634, l'inondazione di Burchardi divise infine l'isola di Strand in tre parti, lasciando emerse le attuali isole di Nordstrand, Pellworm e Nordstrandischmoor.
| Controllo di autorità | VIAF (EN) 239627620 · GND (DE) 4416258-3 |